# Witness to Apartheid
Witness to Apartheid ist ein Dokumentarfilm aus dem Jahr 1986 von Sharon I. Sopher. Der Film wurde 1987 für den Oscar für den besten Dokumentarfilm nominiert.

## Inhalt
Fokus des Films ist die Situation im Südafrika der Apartheidzeit in der Mitte der 1980er-Jahre, auf historische Ereignisse wie das Massaker von Sharpeville 1960 und frühere Proteste wird nur kurz zurückgeblendet. Es werden von der Unterdrückung durch südafrikanische Sicherheitsbehörden Betroffene, Jugendliche, Eltern eines von der Polizei getöteten Teenagers und Ärzte interviewt. Die Ärzte präsentieren Verletzungen, verursacht durch Folter in Haft, und beschreiben Tötungen. Ein Totengräber berichtet, dass er innerhalb von fünf Monaten 34 Minderjährige mit Schusswunden begraben musste. Gespräche mit einem Führer der UDF und Bischof Desmond Tutu werden geführt.
Angehängt an den Film ist eine lange Liste mit Apartheid-Opfern und der Hinweis, dass einer der Ärzte von südafrikanischen Behörden ermordet wurde.

## Produktion und Veröffentlichung
Witness to Apartheid wurde heimlich in Südafrika gedreht.
Premiere des Films war am 18. April 1986 beim New York New Directors and New Films Festival, im Mai 1986 kam Witness to Apartheid  in Los Angeles in Kinos.
In Südafrika unterlag der Film einem Aufführungsverbot. Nach der Oscarnominierung und kurz vor der Verleihung wurde das Verbot im März 1987 aufgehoben.
William Bigelow verfasste Witness To Apartheid: A Teaching Guide zu dem Film.

## Rezeption
In der New York Times wurde zusammengefasst, dass der Film kraftvoll zunehmende Proteste und härteres Durchgreifen zeige. Niemand drücke große Hoffnungen auf Versöhnung oder Entgegenkommen aus. Es sei schwer dem lange interviewtwn Bischof Desmond Tutu zu widersprechen, dass die Zukunft düster aussehe für noch mehr desselben oder Schlimmeres.
Das African Media Program des African Studies Center der Michigan State University stufte den Film als einzigartig ein, indem er die Gewalt zur schlimmsten Zeit der Apartheid darstelle. Das Programm weist aber darauf hin, dass der Film wenig historischen Kontext zeige, nicht die Einbindung internationaler Unternehmen oder friedlichen oder bewaffneten Widerstand durch den ANC, PAC und Nichtregierungsorganisationen.

## Ehrungen
- Oscars: Nominierung 1987 für den besten Dokumentarfilm. Der Oscar ging an Artie Shaw: Time Is All You’ve Got[5]